# Кут (Вірменія)
Кут (вірм. Կութ) — село в марзі Гегаркунік, на сході Вірменії. Село розташоване за 15 км на схід від міста Варденіс, за 3 км на південний схід від села Сотк, яке розташоване на трасі Варденіс — Карвачар — Мартакерт, за 2 км на схід від села Азат та за 2 км на південний схід від кінцевої залізничної станції Сотк лінії Єреван — Раздан — Сотк.